# کلت پایتون
کلت پایتون (به انگلیسی: Colt Python) نام یک هفت‌تیر ساخت شرکت تولیدی کلت است. گاه این اسلحه را کمبت مگنوم (به انگلیسی: Combat Magnum) هم خوانده‌اند. تاریخ ساخت کلت پایتون به ۱۹۵۵ میلادی بازمی‌گردد. گروهی از کلکسیونرهای اسلحه آن را بهترین ششلولی که تاکنون ساخته شده‌است دانسته‌اند.